# Весёловский сельсовет
Весёловский сельсовет — сельское поселение в Моршанском районе Тамбовской области Российской Федерации.
Административный центр — село Весёлое.

## История
Статус и границы сельского поселения установлены Законом Тамбовской области от 17 сентября 2004 года № 232-З «Об установлении границ и определении места нахождения представительных органов муниципальных образований в Тамбовской области».
В 2010 году упразднённый Парскоугловский сельсовет включён в Весёловский сельсовет; в 2013 году упразднённый Питерковский сельсовет включён в Крюковский сельсовет.

## Население
| 2010  | 2012  | 2013  | 2014  | 2015  | 2016  | 2017  |
| ----- | ----- | ----- | ----- | ----- | ----- | ----- |
| 1175  | ↗1447 | ↘1398 | ↘1335 | ↘1273 | ↘1215 | ↘1192 |
| 2018  | 2019  | 2020  | 2021  |       |       |       |
| ↘1159 | ↘1110 | ↘1064 | ↗1248 |       |       |       |

## Состав сельского поселения
| № | Населённый пункт  | Тип населённого пункта       | Население |
| - | ----------------- | ---------------------------- | --------- |
| 1 | Александровка     | село                         | ↘261      |
| 2 | Весёлое           | село, административный центр | ↘289      |
| 3 | Любвино           | деревня                      | 34        |
| 4 | Новоалександровка | деревня                      | ↘591      |
| 5 | Парский Угол      | село                         | ↘358      |

Упразднённый населённый пункт
посёлок Малиновка